# أندي فوستر
أندي فوستر (بالإنجليزية: Andy Foster)‏ هو حكم أمريكي، ولد في 13 يناير 1979 في دالتون في الولايات المتحدة.